# Magnolia (Illinois)
Pour les articles homonymes, voir Magnolia (homonymie).
Magnolia est un village du comté de Putnam, en Illinois, aux États-Unis. Fondé vers 1830, il est incorporé le 17 juillet 1960,. Lors du recensement de 2010, le village comptait une population de 260 habitants.

## Source de la traduction
- (en) Cet article est partiellement ou en totalité issu de l’article de Wikipédia en anglais intitulé « Magnolia, Illinois » (voir la liste des auteurs).